# L'Embellie (chanson de Jean Ferrat)
Pour les articles homonymes, voir L'Embellie.
Pistes de Ferrat 80
Chanter
(11)
L'Embellie est une chanson de Jean Ferrat, d'une durée de 3 min 51 s, sortie en 1980 ; elle clôt l'album Ferrat 80.

## Thème de la chanson
Avec L'embellie Jean Ferrat évoque ses petits moments « de calme et de pause » au sein du « tumulte de la vie ».
«  [...] / Je l'aurais voulu si joli / Ce poème en bleu et en rose / Cet instant de rêve et de pause / Dans le tumulte de la vie / Je l'aurais voulu si joli / Mon amour en qui tout repose / Et que nul ne puisse ni n'ose / Douter que tu es dans ma vie /
L'embellie l'embellie / [...]  »
(texte Jean Ferrat - extrait)